# Light + Building
Die Light + Building (Logo light+building) ist eine deutsche Messe für Licht und Gebäudetechnik. Sie wird von der Messe Frankfurt organisiert und findet alle zwei Jahre statt.
Auf der Light + Building präsentiert die Industrie Produkte für Licht, Elektrotechnik sowie Haus- und Gebäudeautomation. Zu den wichtigsten Besuchergruppen zählen Architekten, Innenarchitekten, Designer, Planer und Ingenieure ebenso wie Handwerker, Handel und Industrie.
Zur Light + Building 2018 stellten 2.719 Unternehmen aus 55 Ländern auf dem Frankfurter Messegelände aus. Dabei waren die meisten Aussteller mit einer Zahl von knapp 1900 aus dem Ausland. Die Besucherzahl lag zuletzt bei über 220.000, davon war knapp die Hälfte aus Deutschland und der andere Teil ist aus dem Ausland angereist. Zu den Top-Ten-Besucherländern zählten China, Italien, Niederlande, Frankreich, Großbritannien, die Schweiz, Belgien, Österreich, Spanien und Schweden.
Regulär findet die Light + Building im Frühjahr statt. Eine Ausnahme bildet das Jahr 2020: Aufgrund der zunehmenden Verbreitung des Corona-Virus und steigender Absagenzahl seitens der Aussteller wurde eine Verschiebung auf Mitte bis Ende September 2020 verkündet.

## Produktgruppen
Die Messe ist in vier Bereiche unterteilt:
- Licht
- Elektrotechnik
- Haus- und Gebäudeautomation
- Software für das Bauwesen

## Rahmenprogramm
Das Rahmenprogramm setzt sich aus verschiedenen Sonderschauen, Foren und Preisverleihungen zusammen. Darüber hinaus findet zeitgleich zur Light+Building die Luminale, die Biennale der Lichtkultur, in Frankfurt am Main statt.

## Entwicklung
Die Light+Building zeigt Lösungen, die den Energieverbrauch eines Gebäudes senken und zugleich den Wohnkomfort erhöhen, von Photovoltaik über LED-Leuchten bis zur intelligenten Stromnutzung.